# Плескачовка (Харьковская область)
Плескачовка (укр. Плескачівка) — село,
Редкодубовский сельский совет,
Двуречанский район,
Харьковская область, Украина.
Код КОАТУУ — 6321885005. Население по переписи 2001 года составляет 23 (13/10 м/ж) человека.

## Географическое положение
Село Плескачовка находится в верховьях балки Плескачевская, в 3-х км от реки Нижняя Двуречная (левый берег), на расстоянии в 1 км расположено село Редкодуб.

## Происхождение названия
В некоторых документа село называется как Плескачевка.

## История
- 1700 — дата основания.

## Экономика
- В селе есть молочно-товарная ферма.